# Racing Club de Bafoussam
Racing Club Bafoussam es un club de fútbol de Camerún situado en la localidad de  Bafoussam. Son miembros de la Fédération Camerounaise de Football (Federación camerunesa de fútbol).  

## Palmarés
- Cameroon Première Division: 4

1989, 1992, 1993, 1995.
- Cameroon Deuxiéme Division: 1

2015
- Copa de Camerún: 1

1996
- Finalista: 3

1976, 1988, 1991

## Participación en competiciones de la CAF
| Temporada | Torneo                            | Ronda            | Club                   | Casa  | Visita | Global  |
| --------- | --------------------------------- | ---------------- | ---------------------- | ----- | ------ | ------- |
| 1990      | Copa Africana de Clubes Campeones | 1                | SCAF Tocages           | 2-1   | 0-0    | 2-1     |
| 1990      | Copa Africana de Clubes Campeones | 2                | Raja Casablanca        | w.o.1 | w.o.1  | w.o.1   |
| 1990      | Copa Africana de Clubes Campeones | Cuartos de final | Nkana Red Devils       | 0-1   | 1-2    | 1-3     |
| 1993      | Copa Africana de Clubes Campeones | 1                | Primero de Agosto      | 2-0   | 2-2    | 4-2     |
| 1993      | Copa Africana de Clubes Campeones | 2                | MC Oran                | 1-0   | 0-2    | 1-2     |
| 1994      | Copa Africana de Clubes Campeones | 1                | Dragons FC de l'Ouémé  | w.o.2 | w.o.2  | w.o.2   |
| 1994      | Copa Africana de Clubes Campeones | 2                | Heartland FC           | 2-3   | 2-1    | 4-4 (a) |
| 1996      | Copa Africana de Clubes Campeones | 1                | Maniema Fantastique    | 1-1   | w.o.3  | 1-1     |
| 1997      | Recopa Africana                   | 1                | UEB FC                 | dq4   | dq4    | dq4     |
| 2005      | Liga de Campeones de la CAF       | Preliminar       | Donjo                  | 1-0   | 2-0    | 3-0     |
| 2005      | Liga de Campeones de la CAF       | 1                | Africa Sports National | 1-0   | 1-3    | 2-3     |

1- Raja Casablanca abandonó el torneo.

2- Los equipos de Benín fueron descalificados por las deudas que tenía su federación con la CAF.

3- RC Bafoussam abandonó el torneo después de jugar el partido de ida.

4- El RC Bafoussam fue descalificado por no presentarse a tiempo para el partido de ida.

## Jugadores

### Temporada 2006-07
16-Ekotto, 07-Alongnegupe, 09-Youmsi (cap), 11-Noudjeu, 06-Takoudjou, 15-Tankou, 03-Egbe, 13-Wepedji, 18- Ze, 14-Nzudjem, 02-Malcolin, 05-Fossouo, , 04-Kofana, 10-Makon, 08-Tagne, 17-Minka.

### Jugadores notables
- Joël Moïse Babanda
- Geremi
- Mohammadou Idrissou